# Libero Barulli "Libero Barulli"
1. WEITERLEITUNG Libero Barulli